# Lankojärvi (sjö i Enare, Lappland, Finland)
Lankojärvi eller Leäggujävri är en sjö i Finland. Den ligger i kommunen Enare i landskapet Lappland, i den norra delen av landet, 1 000 km norr om huvudstaden Helsingfors. Omgivningarna runt Lankojärvi är i huvudsak ett öppet busklandskap. Arean är 40,2 hektar och strandlinjen är 4,59 kilometer lång. Sjön  ingår i Pasvik älvs huvudavrinningsområde. 